# 張炬 (演員)
张炬（1935年—2009年5月13日），中国铁路文工团资深演员，国家一级演员，话剧、电影表演艺术家。出生于甘肃省天水市，担任中国戏剧家协会会员、中国戏剧文学学会会员、中国电影表演艺术学会会员、北京语言学会朗诵研究会会员。2007年获文化部优秀话剧艺术工作者称号。2009年5月13日，因病医治无效，在北京去世。

## 作品列表

### 话剧作品
- 《奥赛罗》 饰 伊阿古
- 《在新的生活中》 饰 夏关山[2]
- 《战斗的篇章》 饰 钱金海
- 《人生感受》 饰 老葫芦

### 电视剧作品
- 《小龙人》 饰 老教授
- 《三国演义》 饰 张松
- 《东周列国春秋篇》 饰 百里奚
- 《走向共和》 饰 翁同龢
- 《家有爹娘》 饰 王老爷子王起孟
- 《西安虎家》 饰 华罗锅（第28集《哥德巴赫猜想（下）》客串）